# Flugunfall einer Iljuschin Il-76 bei Leninakan 1989
Der Flugunfall einer Iljuschin Il-76 bei Leninakan 1989 ereignete sich am 20. Oktober 1989, als eine Iljuschin Il-76TD der Aeroflot, mit der ein Ausbildungs- und Frachtflug vom Flughafen Uljanowsk-Baratajewka in der Russischen Sozialistischen Föderativen Sowjetrepublik zum Flughafen Leninakan in der Armenischen Sozialistischen Sowjetrepublik durchgeführt wurde, im Endanflug gegen einen Berg geflogen wurde. Bei dem Unfall starben alle 15 Insassen an Bord.

## Maschine
Das Flugzeug war eine 1982 gebaute Iljuschin Il-76TD mit der Werknummer 0023440153. Das Roll-Out der Maschine erfolgte am 8. September 1982. Am 22. September 1982 wurde die Maschine an die Aeroflot ausgeliefert und von dieser seitdem durchgehend mit dem Luftfahrzeugkennzeichen CCCP-76466 betrieben.  Das vierstrahlige Transportflugzeug war mit vier Mantelstromtriebwerken des Typs Solowjow D-30KP Serie 2 ausgestattet. Bis zum Zeitpunkt des Unfalls hatte die Maschine eine Gesamtbetriebsleistung von 2.053 Betriebsstunden absolviert, auf die 2.193 Flugzyklen (= Starts und Landungen) entfielen.

## Insassen, Fracht und Flugzweck
An Bord der Maschine befanden sich eine zehnköpfige Besatzung und fünf Passagiere. Der Flugkapitän W. I. Motkin saß im linken, der Flugschüler T. K. Azimow im rechten Pilotensitz. Zur Besatzung gehörten außerdem der Prüfkapitän W. P. Lopastejskij, die Navigatoren W. W. Litkowskij und A. W. Kornejenkow, der Bordingenieur H. W. Matejko, der Bordfunker A. W. Schotin, der auszubildende Pilot E. W. Retschkin und die beiden Lademeister I. M. Makarow und A. M. Lapotschkin.
Mit der Maschine sollte an diesem Tag ein Frachtflug durchgeführt werden, der darüber hinaus als Ausbildungsflug genutzt werden sollte. Die Maschine war mit Fracht mit einem Gesamtgewicht von 37.200 kg beladen.

## Unfallhergang
Während des Anflugs auf Leninakan erhielt die Besatzung die Anweisung, auf 3.300 Meter zu sinken. Während des Sinkfluges gab der Anfluglotse den barometrischen Druck am Flughafen mit 637 mm Hg an. Anschließend erteilte er der Besatzung der Iljuschin die Freigabe zum Sinkflug auf 1.100 Meter. Die Besatzung, die den Funkspruch missverstanden hatte, stellte den barometrischen Druck auf dem Funkhöhenmesser auf 736 mm Hg ein. Daraus ergab sich eine Höhendifferenz von ca. 1.100 Metern. Die Maschine sank mit einer Vertikalgeschwindigkeit von 10 Metern pro Sekunde. Nachdem die Maschine während des aufgrund von Nacht bei eingeschränkter Sicht durchgeführten Anfluges unter den Gleitpfad gesunken war, aktivierte sich in einer Flughöhe von 270 Metern das Ground Proximity Warning System. Der Flugingenieur erkannte, dass der barometrische Höhenmesser falsch eingestellt war und informierte den Kapitän 19 Sekunden nach dem Ertönen des Warntons darüber. Aus Gründen, die nicht ermittelt werden konnten, griff der Kapitän nicht korrigierend ein. Die Maschine prallte zehn Sekunden später mit einer Geschwindigkeit von 440 km/h gegen einen Berg und brach beim Aufprall auseinander. Dabei kamen alle 15 Insassen ums Leben.

## Ursache
Es konnte ermittelt werden, dass der Unfall sich aufgrund des falsch eingestellten barometrischen Drucks auf dem Höhenmesser ereignet hatte. Der falsch eingestellte Wert habe zu einem Sinkflug unter die Sicherheitsflughöhe geführt. Die Besatzung habe ferner versäumt, einen Funkhöhenmesser zu nutzen. Auch die ausbleibenden korrigierenden Handlungen des Flugkapitäns nach der Warnung durch den Flugingenieur wurden im Abschlussbericht als Faktor genannt. In diesem Zusammenhang wurde auch das unzureichende Crew Resource Management sowie das fehlende Training der Besatzung für den Fall des Ertönens des Ground Proximity Warning Systems bemängelt. Es wurde darüber hinaus festgestellt, dass der Flugkapitän auf diesem Flug das erste Mal nach Leninakan geflogen war und dass der Flugschüler zum ersten Mal in einer Iljuschin Il-76 gesessen hatte.